# Eddie Jordan
Edmund Patrick Jordan (Dublin, 30 de março de 1948 – Cidade do Cabo, 20 de março de 2025), também conhecido como EJ, foi um automobilista, empresário, apresentador e chefe de equipe irlandês, conhecido por ser o fundador da Jordan Grand Prix.

## Biografia
Nascido em Dublin, Eddie Jordan inicialmente trabalhou no Bank of Ireland antes de começar a disputar karting aos 22 anos, vencendo o campeonato irlandês no ano seguinte e avançando para as fórmulas de base. Entre 1974 e 1979, competiu na Fórmula Ford irlandesa, na Fórmula 3, na Fórmula Atlantic e na Fórmula 2.
Em 1979, fundou a equipe homônima Eddie Jordan Racing, que competiu na Fórmula 3000 Internacional de 1985 a 1991. Foi também o fundador e proprietário da Jordan Grand Prix, uma equipe de Fórmula 1 que ficou em ativa de 1991 a 2005 (atualmente se chama Aston Martin). Trabalhou ainda como analista chefe de cobertura da Fórmula 1 na BBC entre 2009 e 2015, antes de ingressar no Canal 4 depois que a BBC se retirou em 2016. Em fevereiro de 2016, foi anunciado como um dos apresentadores da série de televisão britânica Top Gear.
Além do automobilismo, teve várias outras empresas ainda pertencentes em parte ou totalmente, incluindo a marca de vodca V10, a marca de bebidas energéticas EJ-10 e a empresa de propriedade búlgara Madara Capital, que desenvolvem investimentos na praia de Karadere, onde também era diretor. Jordan é um patrono da caridade de câncer infantil Clic Sargent.

## Vida pessoal
Era casado desde 1979 com Marie McCarthy, ex-jogadora de basquete da Irlanda, com quem teve quatro filhos: Zoe, Miki, Zak e Kyle. Sua base principal era na Irlanda, onde Jordan mantinha o seu helicóptero pessoal. Tinha ainda casas em Wentworth, South Kensington, Londres e Mônaco, onde mantinha o seu iate.
Em 2000, foi tema da série de TV britânica This Is Your Life, apresentada por Michael Aspel.

### Outros interesses
Jordan adorava rock and roll, tocava bateria e até 2007 o nome de sua banda era V10. Uma versão reduzida da banda está atualmente tocando em vários locais ao redor do mundo sob o nome de "Eddie & The Robbers".
Torcedor do Celtic, do Coventry City e do Chelsea, já teve seu nome associado a ofertas públicas de aquisição do Coventry. Além disso, foi um acionista celta. Seus outros interesses esportivos incluíam golfe e corridas de cavalos, chegando a ter cavalos treinados pelo jóquei Mouse Morris.
Na política, foi um defensor do Partido Conservador e um membro do Royal Dublin Golf Club e do Royal Cork Yacht Club. Jordan já publicou uma autobiografia chamada Um Homem Independente, lançada em maio de 2007.

## Morte
Em dezembro de 2024, Eddie Jordan anunciou que havia sido diagnosticado com uma forma agressiva de câncer de próstata e bexiga no início do ano. Morreu em 20 de março de 2025, 10 dias antes de seu 77º aniversário.